# Чурек (село)
Чурек (болг. Чурек) — село в Болгарии. Находится в Софийской области, входит в общину Елин-Пелин. Население составляет 265 человек (2022).

## Политическая ситуация
В местном кметстве Чурек, в состав которого входит Чурек, должность кмета (старосты) исполняет Татьяна Маринова Михайлова (Болгарская социалистическая партия (БСП)) по результатам выборов правления кметства.
Кмет (мэр) общины Елин-Пелин — Галя Симеонова Георгиева (Граждане за европейское развитие Болгарии (ГЕРБ)) по результатам выборов в правление общины.